# Rukometni Klub Metaloplastika Sabac
Il RK Metaloplastika Sabac è una squadra di pallamano maschile serba, con sede a Šabac.

## Palmarès

### Trofei nazionali
- Campionato jugoslavo: 7
  - 1981-82, 1982-83, 1983-84, 1984-85, 1985-86, 1986-87, 1987-88.
- Coppa di Jugoslavia: 4
  - 1979-80, 1982-83, 1983-84, 1985-86.

### Trofei internazionali
- Coppa dei Campioni: 2
  - 1984-85, 1985-86.